# الکساندار دیولگروف
الکساندار دیولگروف (انگلیسی: Aleksandar Dyulgerov؛ زادهٔ ۱۹ آوریل ۱۹۹۰) بازیکن فوتبال اهل بلغارستان است.
از باشگاه‌هایی که در آن بازی کرده است می‌توان به باشگاه فوتبال لوکوموتیو صوفیه و باشگاه فوتبال زسکا صوفیه اشاره کرد.